# Pendenza d'acqua
Una pendenza d'acqua (in francese: "pente d'eau") è un'opera di ingegneria idraulica che permette ad una imbarcazione di superare un dislivello lungo un canale navigabile.
Sistemi alternativi con la stessa funzione, sono le chiuse, gli ascensori per imbarcazioni o le ferrovie inclinate.
Il sistema fu inventato dall'ingegnere tedesco Julius Greve nel 1885 e ulteriormente sviluppato dall'ingegnere francese Jean Aubert, ispettore generale per i ponti e le chiuse in Francia, che pubblicò una descrizione del suo funzionamento nel 1961.

## Funzionamento
Il funzionamento del sistema a pendenza d'acqua è basato su una chiusa mobile in grado di spostarsi lungo un canale inclinato grazie ad una speciale motrice ferroviaria o un veicolo analogo. Quando l'imbarcazione impegna il canale dal lato più basso, la chiusa si apre per consentirne il passaggio; dopodiché la paratoia viene chiusa intrappolando un cuneo d'acqua su cui la barca continua a galleggiare. La motrice spinge la chiusa mobile, e quindi il cuneo d'acqua con l'imbarcazione, fino alla paratoia superiore, che viene aperta consentendo alla barca di proseguire il percorso. Il sistema funziona in entrambi i sensi e consente anche la discesa.